# Cine Saga
El Cine Saga o bien el Teatro Saga (en danés: Saga Teatret) era un teatro situado en la ciudad de Copenhague, la capital del país europeo de Dinamarca. Abrió sus puertas en 1941 y tenía una capacidad de 2086 asientos, que en ese momento lo convertía en el tercer cine más grande en el norte de Europa. Debido al declive de su uso como cine fue utilizado como una sala de conciertos desde de la década de los años 1980 hasta su cierre en 1992, siendo finalmente demolido el edificio en 1997.